# レイ・アム
レイ・アム（Ray Amm 、1927年12月10日 - 1955年4月11日）は、南ローデシアのソールズベリー（現在のジンバブエ共和国のハラレ）出身のオートバイレーサー。本名はウィリアム・レイモンド・アム（William Raymond Amm）。マン島での3勝を含むグランプリ5勝を挙げた、第二次世界大戦後間もない頃のロードレースを代表するライダーの一人である。1955年、MVアグスタに移籍後最初のレースで事故死した。

## 経歴

### キャリア初期
ソールズベリーで自動車ディーラーをしていたレイ・アムがレースを始めたのは17歳の時である。第二次世界大戦が終わってすぐにAJSのオートバイを購入したアムはソールズベリーの近くで草レースを始めたが、最初のレースは最下位だった。
翌シーズンからはトライアンフに乗り換え、1949年には真新しいノートンを手に入れたアムは南アフリカの有名なレースであるポートエリザベス200に出場した。この時はラップレコードを出す速さを見せながらもクラッチトラブルにより17位に終わったが、翌1950年に再びポートエリザベス200に出場したアムは500ccのレースで優勝し、ラップレコードも更新（平均速度95.86mph）した。さらに1951年にもキャブレターのトラブルを抱えながらも500ccで優勝した。この活躍を見たソールズベリー・モーターサイクルクラブは、アムがレース活動のためにヨーロッパへ渡るのを援助することを決めた。

### ヨーロッパでのレース活動
南ローデシアを発つ前に1951年シーズンを戦うために2台のノートン・マンクスを注文したアムであったが、ヨーロッパに到着してからマン島TTレースまでにマンクスが届かないかもしれないことを知らされた。アムは急遽AJSの7Rを購入し、TTの前にマン島のショートコースで開催されたレースの350ccクラスに出場して勝利した。結局2台のマンクスはマン島TTレースの予選初日にアムの手元に届けられ、アムはジュニアクラス（350ccクラス）のレースではシフトレバーのトラブルを抱えながらも平均速度81.59mphで9位となった。シニアクラス（500ccクラス）では平均速度75.42mphでトップから20分遅れの28位に終わった。
1952年のマン島TTは、ジュニアクラスではブラダン・ブリッジ ( en:Braddan Bridge ) でクラッシュしてリタイヤに終わったが、シニアクラスでは平均速度92.40mphでノートンに乗るレグ・アームストロングとMVアグスタのレスリー・グラハムに続く3位でフィニッシュした。

### ノートン時代（1952年〜1954年）
1952年のダッチTTからアムは正式にノートンのファクトリーチームに加わり、500ccクラスはリタイヤに終わったものの、350ccクラスではノートンのエースであるジェフ・デュークに次ぐ2位に入賞した。ソリチュードで開催されたドイツGPではクラッシュにより足首を骨折してしまったアムであったが、シーズン終盤のイタリアGPで復帰すると350ccクラスでグランプリ初優勝を飾った。
1953年、アムはノースウェスト200（北アイルランドで開催される有名なレース）で、流線型のカウリングをまとった「ニーラー」（Kneeler 、「膝立ち」の意。その特異なライディングポジションによる）と呼ばれるノートンの350ccの新型マシンをデビューさせた。「アム・サンドイッチ」あるいは「シルバーフィッシュ」のあだ名を付けられたニーラーはオーバーヒートに悩まされながらも86.86mphの平均速度を記録し、ボブ・マッキンタイヤが制したこのレースで9位となった。
しかし同年のマン島では、予選ではニーラーをテストしたものの、その流線型のカウリングがマウンテンセクションの強い横風に煽られて操縦性が損なわれることを嫌ったアムは決勝レースでは通常型の従来のマシンを使った。アムはジュニアクラスでファーガス・アンダーソンとケン・カバナを抑えて優勝し、マシン選択が正しかったことを証明した。またシニアクラスでも勝利を飾り、ノートンにシニア / ジュニア両クラスのダブルウィンをもたらした。シニアクラスでリタイヤに終わったジェフ・デュークは、「1度レイを追い抜いた後、バラウ・ブリッジ ( en:Ballaugh Bridge ) でシフトミスをして抜き返された。その後もう一度追い抜こうとそのラップが終わるまでプレッシャーをかけたが、レイには全く隙が無かった」と語っている。結局、ニーラーはこの後もグランプリの実戦で走ることはなかった。
その後、ルーアンで行われたフランスGP350ccクラスでの転倒によって鎖骨を骨折し、1953年シーズンのタイトル争いからは早々に脱落してしまった。しかしグランプリシーズン終了後の11月、アムは速度世界記録挑戦のためにニーラー・プロジェクトに復帰し、フランスのモントゥレリー ( en:Autodrome de Linas-Montlhéry ) で1時間に133.70マイル（約215km）を走破して新記録を打ち立てた。また、この時は更なる記録更新のためにエリック・オリバーと共にノートンのサイドカーにも乗車している。
1954年のマン島は、ジュニアクラスではロッド・コールマンが平均速度91.51mphでニュージーランド人初の勝者となり、アムは5周目にリタイヤとなった。シニアクラスは悪天候によるマウンテンセクションの視界不良のため、定刻より若干遅れてスタートした。悪コンディションの中、1周目でジレラ・ファクトリーのジェフ・デュークがアムを14秒離してレースをリードした。2周目はデュークが26分23秒、平均速度86.97mphで周回し、86.49mphのアムをさらに2秒突き放した。天候はますます悪化して豪雨となっている上にマウンテンセクションには低い雲が立ち込めて視界を奪っており、2周目にはペースを落としたアムは低速コーナーではモトクロスのように足を出してコーナリングするほどだった。3周目、デュークが燃料補給のためにストップすると、次の周に給油を予定していたアムがその間にトップに立って逆に32秒リードした。そして4周目、コンディションは酷くなる一方でウィンディ・コーナー ( en:Windy Corner ) では視界が20ヤード（約18メートル）を下回っており、ついにレースの中止が決定された。結果的に4周を無給油で走りきったアムがレースタイム1時間42分46.8秒、平均速度88.12mphでシニアクラスを制したが、後にこのレースは論争の的となった。
この年は、マン島の次のアルスターGPも雨に翻弄されるレースとなった。350ccクラスでは、アムはボブ・マッキンタイヤとジャック・ブレットを抑え、平均速度83.47mphで優勝した。豪雨のために27周から15周に短縮された500ccクラスもアムが83.87mphで制したが、後にFIMは周回数不足のためにこのレースを選手権ポイントから除外する決定を下した。
ドイツGPの350ccクラスでさらに1勝を加えたアムは、500ccクラスではジェフ・デュークに次いで、350ccクラスではファーガス・アンダーソンに次いでそれぞれ1954年シーズンのランキング2位となった。

### MVアグスタへの移籍（1955年）
1954年の好成績によって多くのチームからのオファーを受けたアムは、1955年シーズンからMVアグスタのファクトリーチームへ移籍した。MVアグスタでのデビューレースは、イースター・マンデー ( en:Easter Monday ) にイタリアのイモラ・サーキットで開催されたコッパ・ド・オーロ・シェル・レース ( Coppa d'Oro Shell Race ) だった。MVアグスタの4気筒350ccのマシンでケン・カバナを追っていたアムは、リバッツァ・コーナーで滑りやすい路面に足を取られてコントロールを失い転倒、頭部に重傷を負い病院に搬送された後に死亡した。

## 主な戦績

### マン島TTレース
| 年   | クラス   | マシン   | 順位 | タイム        | 平均速度 |
| ---- | -------- | -------- | ---- | ------------- | -------- |
| 1951 | ジュニア | ノートン | 9位  | 3° 06′ 01″ .8 | 85.19mph |
| 1951 | シニア   | ノートン | 28位 | 3° 22′ 05″ .0 | 75.42mph |
| 1952 | ジュニア | ノートン | DNF  |               |          |
| 1952 | シニア   | ノートン | 3位  | 2° 51′ 31″ .2 | 92.40mph |
| 1953 | ジュニア | ノートン | 1位  | 2° 55′ 05″ .0 | 90.52mph |
| 1953 | シニア   | ノートン | 1位  | 2° 48′ 51″ .8 | 93.85mph |
| 1954 | ジュニア | ノートン | DNF  |               |          |
| 1954 | シニア   | ノートン | 1位  | 1° 42′ 46″ .8 | 88.12mph |

### ロードレース世界選手権
1950年から1968年までのポイントシステム
| 順位     | 1 | 2 | 3 | 4 | 5 | 6 |
| ポイント | 8 | 6 | 4 | 3 | 2 | 1 |

- 凡例
- ボールド体のレースはポールポジション、イタリック体のレースはファステストラップを記録。

| 年   | クラス | チーム   | 1     | 2      | 3        | 4     | 5     | 6     | 7     | 8     | 9     | ポイント | 順位 | 勝利数 |
| ---- | ------ | -------- | ----- | ------ | -------- | ----- | ----- | ----- | ----- | ----- | ----- | -------- | ---- | ------ |
| 1951 | 350cc  | ノートン | SPA - | SUI -  | IOM 9    | BEL - | NED - | FRA - | ULS - | ITA - |       | 0        | -    | 0      |
| 1951 | 500cc  | ノートン | SPA - | SUI -  | IOM 28   | BEL - | NED - | FRA - | ULS - | ITA - |       | 0        | -    | 0      |
| 1952 | 350cc  | ノートン | SUI 6 | IOM NC | NED 2    | BEL 2 | GER - | ULS - | ITA 1 | SPA - |       | 21       | 3位  | 1      |
| 1952 | 500cc  | ノートン | SUI 6 | IOM 3  | NED -    | BEL 3 | GER - | ULS - | ITA - | SPA - |       | 9        | 10位 | 0      |
| 1953 | 350cc  | ノートン | IOM 1 | NED 2  | BEL 3    | GER - | FRA - | ULS - | SUI - | ITA - | SPA - | 18       | 3位  | 1      |
| 1953 | 500cc  | ノートン | IOM 1 | NED -  | BEL 2    | GER - | FRA - | ULS - | SUI - | ITA - | SPA - | 14       | 5位  | 1      |
| 1954 | 350cc  | ノートン | FRA - | IOM NC | ULS 1    | BEL - | NED - | GER 1 | SUI 3 | ITA 5 | SPA - | 22       | 2位  | 2      |
| 1954 | 500cc  | ノートン | FRA - | IOM 1  | ULS 1(※) | BEL - | NED - | GER 2 | SUI 2 | ITA - | SPA - | 20       | 2位  | 1      |

(※)1954年アルスターGP500ccクラスは走行距離不足によりポイント対象外